# Blind Lemon Jefferson

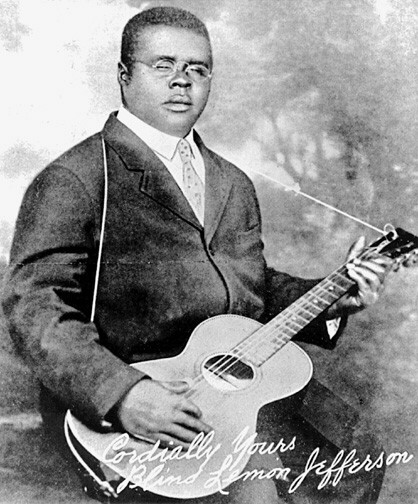
Blind Lemon, Reklame-Karte um 1926–1929.

Blind Lemon Jefferson (* als Lemon Henry Jefferson am 24. September 1893 in Coutchman, Texas; † 19. Dezember 1929 in Chicago, Illinois) war ein in den 1920er Jahren sehr populärer und einflussreicher US-amerikanischer Bluessänger und -gitarrist. Er gilt als bedeutendster Vertreter und einer der Väter des Texas Blues und war der erste Country-Blues-Musiker, dessen Aufnahmen kommerziell erfolgreich waren. Sein Erfolg war ausschlaggebend für den Durchbruch des Country Blues in der Plattenindustrie und ermöglichte so indirekt auch anderen Musikern Aufnahmen und Karrieren.

## Kindheit und Jugend
Lange wurde 1897 als Geburtsjahr vermutet, jedoch ergaben Nachforschungen von Bruce Roberts 1996, dass er bereits im September 1893 als siebtes Kind der Farmerfamilie von Alec und Cassie Jefferson auf die Welt kam. Er war entweder von Geburt an oder seit frühester Jugend schwerst sehbehindert. Als Indizien für eine noch rudimentäre Sehfähigkeit werden seine Brille, seine (kurzfristige) Tätigkeit als Wrestler sowie die Tatsache, dass er unterwegs meist eine Schusswaffe trug, gewertet.
Als seine Familie während seiner frühen Jugend in die Gemeinde der Shiloh Primitive Baptist Church in Kirvin, Texas eintrat, begann er zu singen und Gitarre zu erlernen, um dort und in anderen Gemeinden zu spielen. Mit zunehmender Sicherheit auf dem Instrument spielte er auch in umliegenden Orten und bei Festen auf, die einzige Möglichkeit für ihn als Blinden, etwas Geld zu verdienen.

## Umzug nach Dallas und Karrierebeginn
1912 zog er um nach Dallas, wo er weiterhin als Straßenmusiker arbeitete und bei Picknicks und Partys aufspielte.
In Dallas lernte er auch Leadbelly kennen, der ihn längere Zeit auf der Gitarre, der Mandoline sowie dem Akkordeon begleitete und ihm später das Stück Blind Lemon Blues widmete. 1918 zerbrach die Partnerschaft jedoch, als Leadbelly wegen Mordes ins Gefängnis kam. Während seiner Reisen durch die Lokale der Rotlichtbezirke in den größeren Städten von Oklahoma, Louisiana, Mississippi und bis an die Ostküste der USA wurde er gelegentlich von jungen Musikern begleitet, die ihm auch als Führer dienten, unter anderem Josh White, Aaron „T-Bone“ Walker sowie möglicherweise George Carter.
1922 oder 1923 heiratete Jefferson in Dallas Roberta (Nachname unbekannt), um 1925 wurde er Vater eines Sohnes. Die Ehe zerbrach jedoch wenige Jahre später wieder.

## Aufnahmen und Ruhm
Seit 1923 hatte die Plattenfirma Paramount Records erstmals in ihrer Firmengeschichte einigen Erfolg durch ihre sogenannte Race Series, eine Schallplattenreihe mit Aufnahmen schwarzer Künstler für ein schwarzes Publikum. Bei den damaligen Blues-Aufnahmen handelte es sich zumeist um sogenannten Vaudeville oder auch Classic Blues, von Frauen gesungene Stücke, häufig mit orchestraler Begleitung und urbanem Hintergrund.
1925 gelang es Paramount, mit dem Schallplattenhändler R.T. Ashford aus Dallas einen Vertriebsvertrag abzuschließen. Dieser schlug Paramount vor, auch einen lokal in Dallas bekannten Musiker in ihr Portfolio aufzunehmen. Paramount gab diesem Wunsch nach. So nahm Blind Lemon Jefferson Ende 1925, Anfang 1926 in Chicago, Illinois, zum ersten Mal auf und debütierte im März 1926 mit der Platte Booster Blues/Dry Southern Blues, die sich mit der Kombination aus Ragtime und Blues unmittelbar zu einem großen Hit entwickelte. Die von ihm gespielte Gitarre war eine zwölfsaitige Stella. Bis 1929 nahm er für Paramount 79 Singles auf, von der jede geschätzte 100.000 Mal verkauft wurde, darunter Matchbox Blues, Black Snake Moan und See that My Grave is Kept Clean. Zwei Singles erschienen auch beim Label Okeh und unter dem Pseudonym Deacon L. J. Bates.
Der große Bekanntheitsgrad von Blind Lemon Jefferson und seiner Zeitgenossen wie z. B. des Gitarristen Blind Blake und der Sängerin Ma Rainey machten Paramount zu einem der führenden Produzenten des Blues in den 1920er Jahren. Jefferson ermöglichte sein Erfolg, sich einen Wagen mit Chauffeur zu leisten.

## Tod
Jefferson starb am 19. Dezember 1929 vermutlich an einem Herzschlag während eines Schneesturms auf den Straßen von Chicago.
Der Pianist Will Ezell begleitete ihn auf der von Paramount Records bezahlten Überstellung des Leichnams nach Texas. Jefferson ist am Wortham Negro Cemetery (heute Wortham Black Cemetery) begraben. Sein Grab war allerdings lange Zeit nicht einmal gekennzeichnet, geschweige denn gepflegt („See That My Grave is Kept Clean“), bis 1967 ein Texas Historical Marker am ungefähren Ort seines Grabes errichtet wurde, die genaue Lage blieb unbekannt. 1996 waren Friedhof und Markierung wieder in schlechtem Zustand, bis 1997 ein neuer Granitgrabstein errichtet wurde.

## Werk
Jeffersons Repertoire bestand anfangs ausschließlich aus geistlichen Liedern. Erst allmählich erweiterte er es zunehmend um Bluesstücke, für den Rest seiner Karriere sollte sich sein Repertoire stets aus beiden Genres zusammensetzen, er war nie ein reiner Bluessänger.
Got The Blues, Long Lonesome Blues und die später gefeierten Stücke wie Matchbox Blues
und Black Snake Moan zeigen seinen ungewöhnlichen, recht bodenständigen Zugang zur Musik und den weiten Bogen seiner Themen, von Sex und Partys geprägte humorvolle Stücke, über Bilder betrügerischer Frauen, schwere Zeiten bis zu dunklen Themen über Gefängnis und Tod.
Der oft traurige Klang seiner hohen Stimme wurde durch seinen erstaunlich komplexen, einfallsreichen und schnellen Gitarrenstil ergänzt und aufgeheitert.

## Rezeption
Jefferson wird als einer der ersten Repräsentanten des klassischen Blues und einer der besten Folk-Blues Sänger der 1920er Jahre betrachtet und hat Größen wie Louis Armstrong, Bessie Smith, Bix Beiderbecke, John Lee Hooker, Howlin’ Wolf, B. B. King, Albert King, T-Bone Walker, Big Bill Broonzy und den (damals acht Jahre alten) Lightnin’ Hopkins beeinflusst. Viele seiner Stücke wie der Klassiker See That My Grave is Kept Clean wurden von späteren Musikern (z. B. von Bob Dylan) gecovert.
Blind Lemon Jefferson wurde 1980 von der Blues Foundation in die Blues Hall of Fame aufgenommen, im Jahr 2010 wurde sein Song Match Box Blues ebenfalls in die Hall of Fame aufgenommen.

## Nachweise
- Paul Swinton: A Twist Of Lemon. In: Blues & Rhythm: The Gospel Truth. No. 121, S. 4–9, online (PDF; 345 kB).
- Robert Santelli: The Big Book of Blues. A Biographical Encyclopedia. Penguin, New York NY u. a. 1993, ISBN 0-14-015939-8, (englisch).